# ولادیمیر باگیروف
ولادیمیر کنستانتینی باقیریان (ارمنی: Վլադիմիր Կոնստանտինի Բաղիրյան ارمنی: Վլադիմիր Կոնստանտինի Բաղիրյան؛ ۱۶ اوت ۱۹۳۶ – ۲۱ ژوئیهٔ ۲۰۰۰) یک استادبزرگ شطرنج ارمنی‌تبار اهل اتحاد شوروی-لتونی بود.
وی در رقابت در یک مسابقه بر اثر سکته قلبی درگذشت.